# シリコンアート
シリコンアート（CILICONEART）は、2006年創業の日本のシリコーン製ラブドールまたはダッチワイフメーカー。

## 概要
2006年創業。社名の通り、全てのラブドールの素材がシリコーン製で出来ている。ボディの種類が豊富なのが特徴的である。オリエント工業よりも柔らかいシリコーン製ラブドールを製造・販売していることから、注目を浴びた。
大学研究所の協力を得て音声機能付きのラブドール「VPボディ」を発表した。元AV女優のあすか伊央の声を全ボディへ組み込むことができる音声機能を発表した。
会社自体は縮小傾向にあるが現在でもショールームの開催、工場見学、オーダーメイドなどの事業を行なっている。公式サイトの通販では時期ごとにセールなどのキャンペーンを実施している。